# Scopula tanalorum
Scopula tanalorum är en fjärilsart som beskrevs av Claude Herbulot 1972. Scopula tanalorum ingår i släktet Scopula och familjen mätare. Inga underarter finns listade.